# Asiático (café)
El asiático cartagenero es una bebida alcohólica con base de café originaria de Cartagena (España), de consumo extendido en toda la comarca del Campo de Cartagena y, en menor medida, en el resto de la Región de Murcia y provincias limítrofes. Se sirve en una copa especial cuya forma indica la medida de los ingredientes (leche condensada, café, brandy, Licor 43, canela y ralladura de limón). Es muy similar al café barraquito de Tenerife.

## Receta
Según el Diccionario práctico de gastronomía y salud de Jordá Juan (2011), la receta del asiático consiste en un carajillo de café con leche condensada, acompañado de Licor 43. Existen variaciones que añaden también ingredientes como ralladuras de limón, canela y granos de café.
El combinado es comúnmente servido en una copa especial, realizada en cristal más grueso del habitual para evitar que se rompa por alcanzar altas temperaturas,

## Historia

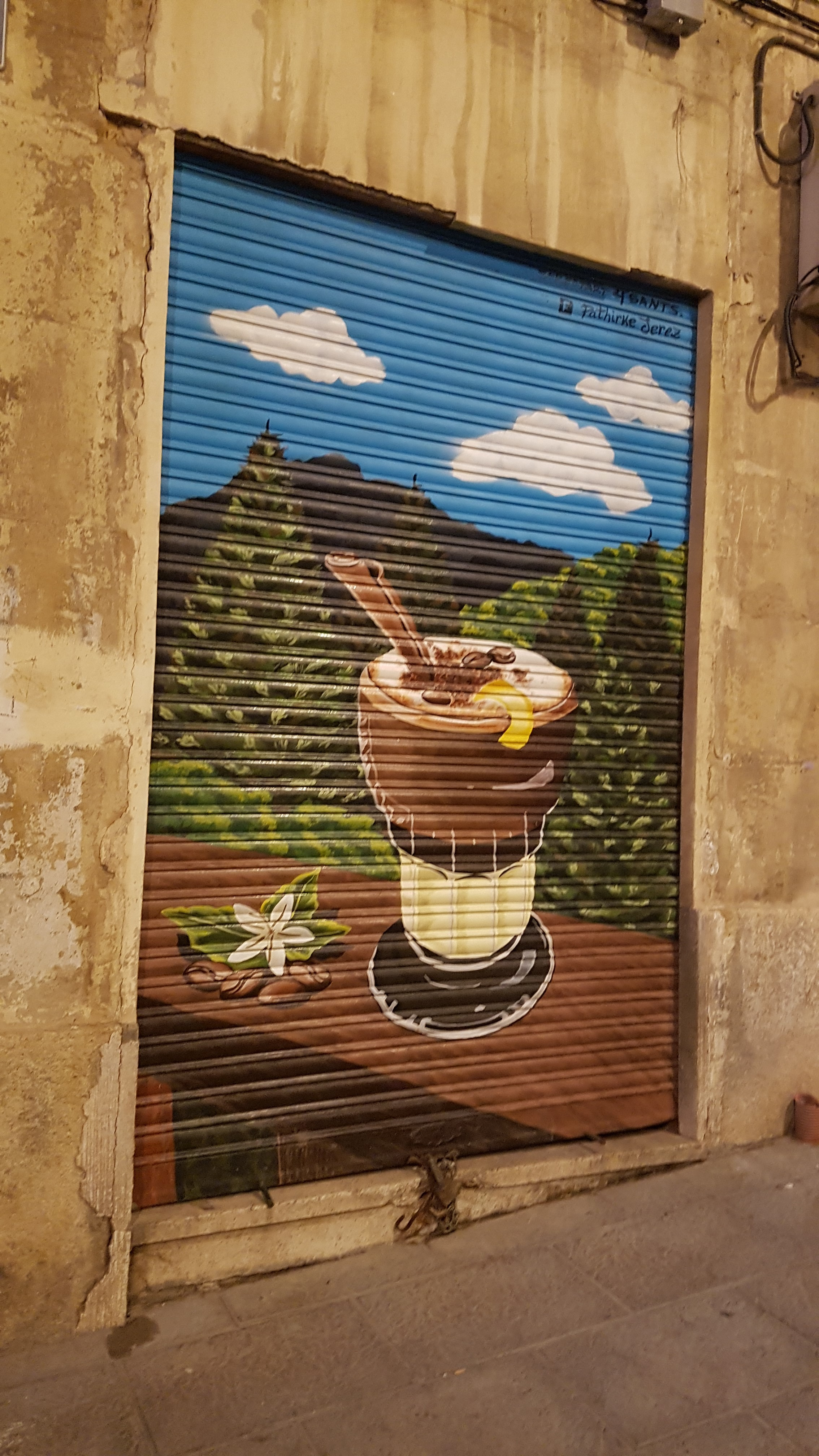
Una copa de asiático, en un grafiti de Cartagena.

El origen de la receta es discutido. Tradicionalmente se ha considerado que fue ideada en 1947 por Pedro Conesa Ortega en su establecimiento de El Albujón, el bar Pedrín, que sostenía que el asiático se hizo en el bar porque la gente que venía de paso pedía el carajillo. Pedrín por aquellos años mezcló el carajillo con el belmonte, le añadió canela y creó el asiático, señala. También aclara que la receta, en su origen, no incluía el Licor 43.
En 2019 fue publicado un libro en el que Juan Ignacio Ferrández y Ángel Vicente Roig adujeron, aportando una prueba documental, que al menos siete años antes el producto ya era servido en locales del centro histórico de Cartagena.
La razón del nombre «asiático» ha dado lugar también a diversas teorías, como la que sostiene que debe su nombre a la emulación del nombre «ruso» que se había dado a otra bebida surgida en una población cercana, o la que afirma que «ruso» era precisamente su denominación original, pero que debido a sus connotaciones políticas durante la dictadura franquista –al asociarse a la Rusia soviética– fue cambiado a «asiático».
En el año 2011 el pintor Pedro Trillo-Figueroa presentó su exposición Algunas formas de tomar un asiático. Desde ese mismo año se celebra además en Cartagena la Ruta del Asiático, una actividad gastronómica en la que diferentes locales de la ciudad ofrecen elaboraciones de asiático a precio fijo, y los clientes tienen la posibilidad de votar por el que más les ha gustado, recibiendo el ganador un premio por parte de los patrocinadores. El desarrollo de esta actividad se ha hecho coincidir con la celebración de la Ruta de la Tapa, para favorecer el consumo.
Desde la década de 2010 el Ayuntamiento ha buscado potenciar esta bebida como un símbolo de la ciudad de cara a explotarlo como un elemento típico para los turistas, motivo por el que se llevan a cabo campañas de información en los negocios. En 2018 el partido político Movimiento Ciudadano de Cartagena promovió una solicitud a la Dirección General de Bienes Culturales de la Región de Murcia en la que se pretendía la declaración de la bebida como Bien de Interés Cultural con carácter inmaterial, que sin embargo fue rechazada en marzo de 2019.
Curiosamente, en Canarias se toma un café similar, el barraquito, que se creó a mediados del siglo XX en Tenerife. Su nombre hace referencia a un cliente asiduo del Bar Imperial, Don Sebastián Rubio, apodado como el «Barraco» o «Barraquito», que siempre pedía un cortado con leche condensada en vaso largo, acompañado de Licor 43 o Tía María, piel de limón y canela. Este bar sigue en activo y se ubica en las inmediaciones de la plaza de la Paz. La diferencia entre ambos es que el barraquito usa leche en vez de coñac. El barraquito se sirve por capas, gracias a las diferentes densidades de sus ingredientes, que son, del inferior al superior: leche condensada, licor, café expreso y leche espumada. Se sirve en un vaso mediano o alto, y se decora con canela en polvo y piel de limón o lima. El licor suele ser Licor 43 o Tía María.